# Angelo Dawkins
Angelo Dawkins (* 24. Juli 1990 als Gary Gordon in Fairfield, Ohio) ist ein amerikanischer Wrestler. Er steht derzeit bei der WWE unter Vertrag und tritt regelmäßig in deren Show SmackDown auf. Seine bisher größten Erfolge sind der Erhalt der WWE Tag Team Championship und der SmackDown Tag Team Championship mit Montez Ford.

## Wrestling-Karriere

### Evolve (2018–2019)
Am 28. Oktober 2018 traten die Street Profits erstmals bei Evolve 114 auf und gewannen die Evolve Tag Team Championship, indem sie The Doom Patrol besiegten. Bei Evolve 123 verloren sie die Titel an The Unwanted. Am 16. März 2019 traten sie zum letzten Mal für Evolve auf.

### World Wrestling Entertainment (seit 2012)
Im Dezember 2012 debütierte er bei NXT und bestritt bis zur Gründung der Street Profits ausschließlich vereinzelte Matches, welche er fast nie gewann. Das Team von Angelo Dawkins und Montez Ford debütierte am 16. März 2016 in der Folge von NXT, wo sie von den The Hype Bros. besiegt wurden.
Ab der NXT-Folge vom 12. Juli 2017 wurde in wöchentlichen Vignetten das Team The Street Profits vorgestellt. In der NXT-Folge vom 9. August kehrten sie zurück, indem sie The Metro Brothers besiegten. Über die nächsten Jahre bestritten sie weitere Tag-Team-Matches, welche sie teils gewinnen konnten.
Der Durchbruch bei NXT gelang am 1. Juni 2019, als sie die NXT Tag Team Championship gewannen. Diese Regentschaft hielt 75 Tage und sie verloren die Titel am 15. August an 2019 an The Undisputed Era.
Am 21. Oktober debütierten beide im Main Roster und besiegten Luke Gallows und Karl Anderson. Bereits vorher traten beide in diversen Backstage-Segmenten bei Raw auf. Es folgte eine lange Fehde gegen The Viking Raiders Erik & Ivar, wo es schließlich auch um die Raw Tag Team Championship ging. Schlussendlich schafften sie es, die Titel am 2. März 2020 zu gewinnen. Die Regentschaft endete am 12. Oktober durch den Draft zu SmackDown. Sie tauschten die Titel mit The New Day und wurden die neuen Titelträger der SmackDown Tag Team Championship. Die Regentschaft hielt 88 Tage, sie verloren die Titel am 8. Januar 2021 an Robert Roode und Dolph Ziggler. Am 26. September 2021 bei Extreme Rules 2021 traten sie erneut um die Titel an, konnten jedoch The Usos nicht besiegen.
Am 4. Oktober 2021 wurde er beim WWE Draft zu Raw gedraftet. Am 28. April 2023 wurden sie zu SmackDown gedraftet.

## Titel und Auszeichnungen
- World Wrestling Entertainment
  - NXT Tag Team Championship (1×) mit Montez Ford
  - Raw Tag Team Championship (1×) mit Montez Ford
  - SmackDown Tag Team Championship (1×) mit Montez Ford
  - NXT Year-End Award für Breakthrough Superstars of the Year (2019)

- Evolve
  - Evolve Tag Team Championship (1×) mit Montez Ford

- Pro Wrestling Illustrated
  - Nummer 186 der Top 500 Wrestler in der PWI 500 im Jahr 2019